# Srečko Ražem
Srečko Ražem, slovenski organist in zborovodja, * 14. december 1888, Bazovica, † 13. februar 1960, Bazovica.
Rodil se je v družini organista Hrabroslava in gospodinje Ivane Ražem rojene Škrabar. Prvi pouk petja in glasbe je dobil pri očetu. Po poklicu cestar je bil organist v Bazovici (1905–1946). Z 18 leti, ko je vodil mešani pevski zbor Prosvetnega društva Lipa iz Bazovice je prvič nastopil kot zborovodja. V tem društvu je bil več let tudi tajnik in blagajnik. Vodil je še pevske zbore v Gropadi, Lipici, Padričah in drugod.